# Ta' Xbiex
Ta' Xbiex é um concelho local e localidade da ilha de Malta em Malta, com população de 2148 habitantes em 2019.